# Углеродные наноконусы
Углеродные наноконусы — конические структуры, линейные размеры которых (хотя бы в одном направлении) порядка одного микрометра или меньше. Величины основания и высоты наноконусов являются величинами одного порядка, что позволяет отделять их в отдельный класс, отличая от запаянных nanowires, у которых при схожей геометрии длина на порядки превышает поперечные линейные размеры. Наноконусы могут быть как полыми, так и заполненными. Полый наноконус можно представить как свернутый определенным образом лист графена, вернее как свернутую «выкройку» из графена. Так, можно различить пять различных нехиральных модификаций конусов (шесть, если считать графен конусом с апексом равным 180°). Полуапекс таких конусов определяется по формуле:
{\displaystyle \Theta (p)=\arcsin({\frac {p}{6}})}
где {\displaystyle p} — порядок оси вращения. Таким образом, шести нехиральным модификациям соответствуют углы раствора, равные 19,2°, 38,9°, 60,0°, 83,6°, 112,9° и 180°. Если же взять в рассмотрение ещё и хиральные конусы, то количество возможных углов огромно, хотя разрешены не любые углы.